# 馬鞍山鋼鐵股份
馬鞍山鋼鐵股份有限公司，簡稱馬鋼或馬鋼股份，是一家在香港交易所 (港交所：0323)和上海证券交易所(上交所：600808)上市的钢铁工业公司。按營業額計算，它是中國大陸第七大鋼鐵企業。公司從事生產及銷售鋼鐵產品，以及其他產品如焦炭、生鐵及煤焦化土產品等。總部在安徽省馬鞍山市。